# Новий Бурнак
Новий Бурна́к (рос. Новый Бурнак) — присілок в Кізнерському районі Удмуртії, Росія.
Населення становить 101 особа (2010, 136 у 2002).
Національний склад (2002):
- татари — 98 %

Урбаноніми:
- вулиці — Тельмана, Шкільна